# Nannoscincus humectus
Espèce
Statut de conservation UICN

 EN B1ab(i,ii,iii,v)+2ab(i,ii,iii,v) : En danger
Nannoscincus humectus est une espèce de sauriens de la famille des Scincidae.

## Répartition
Cette espèce est endémique de la Province Nord en Nouvelle-Calédonie. Elle se rencontre entre 500 et 700 m d'altitude.

## Publication originale
- Bauer & Sadlier, 2000 : The herpetofauna of New Caledonia. Contributions to Herpetology, vol. 17, p. 1-310.